# Покка, Вилле
Ви́лле По́кка (фин. Ville Pokka; род. 3 июня 1994, Торнио, Лаппи) — финский хоккеист, защитник.  Олимпийский чемпион 2022 года, чемпион (2022) и двукратный серебряный призёр чемпионатов мира (2016, 2021) в составе сборной Финляндии. Автор одной из двух шайб финнов в финале Олимпийских игр 2022 года. Обладатель Кубка Гагарина 2021 года в составе омского «Авангарда».

## Спортивная карьера
Воспитанник хоккейной школы ТІХК. Выступал за «Кярпят» (Оулу), «Киекко-Ласер».
В составе молодёжной сборной Финляндии участник чемпионата мира 2012. В составе юниорской сборной Финляндии участник чемпионата мира 2011. Чемпион мира среди молодёжных команд 2014 года.
Участник чемпионата мира 2016 года (10 матчей) и Кубка мира 2016 года (три матча) в составе национальной сборной.
В чемпионатах Финляндии сыграл 138 матчей и набрал 42 очка (12+30).
С 2014 года выступал за американский клуб АХЛ «Рокфорд Айсхогс» из системы клуба НХЛ «Чикаго Блэкхокс». По ходу сезона 2017/18 перешёл в другой клуб АХЛ — канадский «Бельвилль Сенаторз» из системы «Оттавы Сенаторз». Был основном защитником на протяжении всей карьеры в АХЛ, но в НХЛ не сыграл ни одного матча.

### Выступления в КХЛ
Перед сезоном 2018/19 подписал контракт с российским клубом «Авангард», выступающим в КХЛ. 2 сентября 2018 года дебютировал в КХЛ в матче против «Локомотива» (4:0). 10 сентября 2018 года набрал свои первые очки в КХЛ, забив шайбу и отдав передачу в матче против «Нефтехимика» (4:2). 5 октября 2018 года вновь набрал два очка (1+1) в игре против рижского «Динамо». В своих первых 15 матчах в КХЛ не получил ни одного удаления, проводя на площадке около 20 минут за матч.
Всего за 4 сезона в «Авангарде» (2018—2022) сыграл в КХЛ 193 матча и набрал 54 очка (15+39). В плей-офф Кубка Гагарина сыграл 51 матч и набрал 11 очков (4+7).
Обладатель Кубка Гагарина 2021 года в составе «Авангарда». 5 марта 2022 года расторг контракт с «Авангардом».

## Ссылка
- Профиль на сайте «Авангарда» Архивная копия от 6 июня 2021 на Wayback Machine